# Winston-Salem Dash
Winston-Salem Dash is een minor league baseballteam in Winston-Salem, North Carolina, Verenigde Staten. De 'Dash' spelen in Class High-A in de Carolina League en behoren sinds 1997 tot de opleidingsstructuur van de Chicago White Sox. De Dash spelen sinds 2010 hun thuiswedstrijden in het nieuwe BB&T Ballpark, nadat ze van 1956 tot 2009 Ernie Shore Field (nu Gene Hooks Field at Wake Forest Baseball Park) als thuisbasis hadden.

## Geschiedenis
Sinds de oprichting in 1905 werden de honkbalclubs in Winston-Salem meestal "Twins" genoemd, ter referentie aan "Twin Cities" Winston en Salem, die later samengevoegd werden. De Twins speelden in de Virginia-North Carolina League in 1905, de Carolina Baseball Association van 1908 tot 1917 en de Piedmont League van 1920 tot 1933 en wederom van 1937 tot 1942.
De huidige organisatie maakte vanaf 1945 deel uit van de Carolina League en als zodanig is de club de oudste, continue in die competitie opererende vereniging. Oorspronkelijk maakte de organisatie deel uit van de opleidingstak van de St. Louis Cardinals en vanaf 1953 ging de ploeg door het leven als de Winston-Salem Cardinals.
Na een korte periode (1957–1960) te boek te hebben gestaan als de Winston-Salem Red Birds, werd de club in 1961 toegevoegd aan de organisatie van de Boston Red Sox, waar zij 22 years van deel bleef uitmaken. Tot 1983 stond de club dan ook bekend als de Winston-Salem Red Sox. In 1984 veranderde het team opnieuw van moederorganisatie. Deze keer was het de Chicago Cubs die de club aankocht en de naam liet veranderen in de Winston-Salem Spirits.
Het team behield in eerste instantie de naam Spirits nadat de club in 1993 onderdeel ging uitmaken van de Cincinnati Reds. In hetzelfde jaar wonnen de Spirits de Carolina League.  Na afloop van het seizoen in 1994 besloot de club van naam te veranderen en schreef een prijsvraag uit via lokale krant Winston-Salem Journal. De winnende inzending, Warthogs (Wrattenzwijnen), werd vanaf 1995 de officiële naam. Naast het feit dat de nieuwe naam allitereerde, refereerde deze ook aan de succesvolle aankoop van een aantal wrattenzwijnen door de plaatselijke dierentuin. Als Warthogs won Winston-Salem in 2003 nog een kampioenschap.
Op 4 december 2008 maakte het team bekend dat ze vanaf dan door het leven zou gaan als Winston-Salem Dash.  De 'Dash' schijnt afgeleid te zijn naar het streepje ('dash' in het Engels) in de stadsnaam Winston-Salem, ondanks dat de eigenlijke Engelse benaming voor dit streepje een 'hyphen' is.

### Mascotte
In het Warthog-tijdperk was de lokale mascotte Wally Warthog. Met de nieuwe naam 'Dash' kwam ook een nieuwe mascotte: een bliksemschicht, genaamd Bolt.

## Stadions

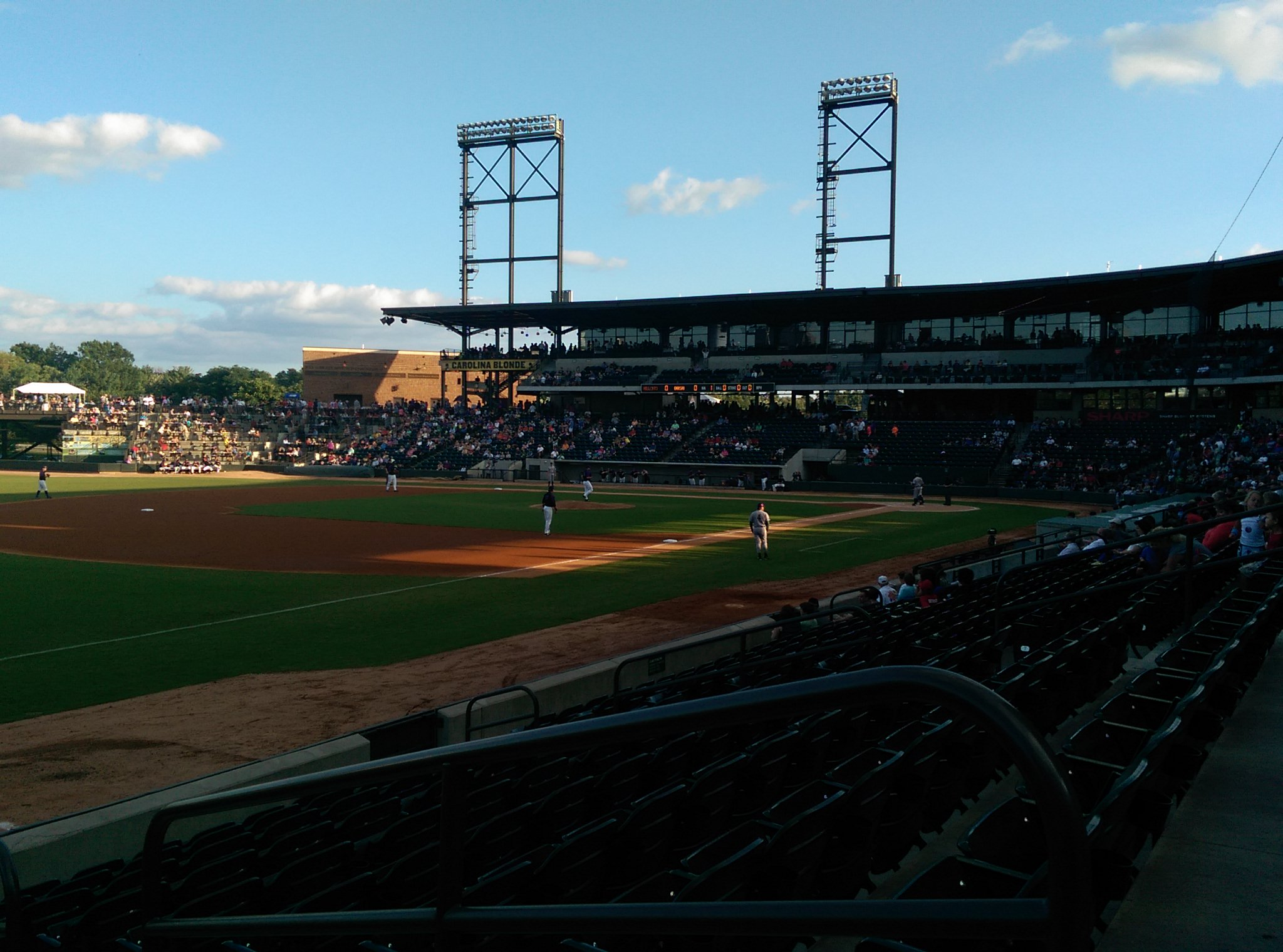
BB&T Ballpark in Winston-Salem

De club speelde haar thuiswedstrijden oorspronkelijk op South Side Park, iets ten zuiden van de binnenstad van Winston-Salem. Toen dat stadion afbrandde, werd in 1956 een nieuw stadion gebouwd vlak bij de Wake Forest universiteitscampus en de RJR fabriek. Het nieuwe stadion werd vernoemd naar de voormalige Major League-speler die geholpen had de financiering voor de aanleg van het nieuwe stadion rond te krijgen: Ernie Shore Field was geboren. Ernie Shore Field had 6.000 zitplaatsen. BB&T Ballpark werd gebouwd met het seizoen 2009 als doel, maar het bouwproces kwam stil te liggen vanwege een gebrek aan financiële middelen. In de tussentijd werd Ernie Shore Field verkocht aan de universiteit van Wake Forest en omgedoopt tot Gene Hooks Field at Wake Forest Baseball Park. De Dash leasten het stadion vervolgens om het seizoen van 2009 te kunnen spelen. Op 2 juni 2009 maakten de Dash bekend dat het nieuwe stadion in 2010 alsnog zou worden geopend.
Op 25 februari 2010 maakten de Dash bekend dat het nieuwe stadion BB&T Ballpark zou gaan heten. Het stadion opende op 13 april 2010.

## Major League-connecties
- Chicago White Sox (1997–heden)
- Cincinnati Reds (1993–1996)
- Chicago Cubs (1985–1992)
- Boston Red Sox (1961–1984)
- New York Yankees (1955–1956)
- St. Louis Cardinals (1945–1954, 1957–1960)
- Detroit Tigers (1941–1942)
- Cleveland Indians (1939)
- Brooklyn Dodgers (1938)
- Detroit Tigers (1937)
- New York Giants (1932)